# Colpo secco (romanzo)
Colpo secco (Echo Burning) è un romanzo di Lee Child del 2001, il quinto capitolo della saga di Jack Reacher.
Il libro è stato tradotto in diciotto lingue.

## Trama
Jack Reacher si imbatte casualmente in Carmen, messicana sposata con un ricco ereditiere texano, di famiglia benestante ma xenofoba. Carmen non sopporta più i soprusi del marito, divenuto dopo il matrimonio violento, e cerca di convincere Jack ad ucciderlo per lei.

## Edizioni in italiano
- Lee Child, Colpo secco: romanzo, traduzione di Adria Tissoni, La Gaja Scienza, Longanesi, Milano 2004 ISBN 88-304-2111-1
- Lee Child, Colpo secco, SuperPocket Best Thriller, Milano 2005 ISBN 88-462-0466-2
- Lee Child, Colpo secco: romanzo, traduzione di Adria Tissoni, Tea, Milano 2006 ISBN 978-88-502-1880-6
- Lee Child, Colpo secco: romanzo, traduzione di Adria Tissoni, Best TEA, Milano 2014 ISBN 978-88-502-3487-5
- Lee Child, Colpo secco: romanzo, traduzione di Adria Tissoni, TEA più, Milano 2018 ISBN 978-88-502-4912-1